# Johannes av Salisbury
Johannes av Salisbury, Johan från Salisbury eller Johannes Saresberiensis, född mellan 1115 och 1120 i Salisbury, England, död 25 oktober 1180 i Chartres, var en engelsk skriftställare, historiker och filosof, biskop av Chartres.

## Biografi
Johannes av Salisbury studerade omkring 1136–1145 vid universitetet i Paris, bland annat under Pierre Abailards ledning, samt för Gilbert de la Porrée. Han tjänstgjorde efter hemkomsten till England (omkring 1150) som sekreterare hos ärkebiskop Teobald av Canterbury (död 1161), vilken troligen Bernard av Clairvaux presenterade honom för, och besökte under denna tid flera gånger Italien. Han närvarade vid konciliet i Reims 1148, som översågs av påve Eugenius III. Som ärkebiskop Thomas Beckets anhängare måste Johannes 1164 gå i landsflykt, liksom kort därpå Thomas själv, och återkom kort före denne 1170 till England. År 1176 kallades han av kung Ludvig VII av Frankrike till biskop av Chartres; år 1179 tog han aktiv del i Tredje Laterankonciliet.
Johannes var framstående som filosof och historiker. Omkring 1159 författade han de båda filosofiska arbetena Policraticus, sive de nugis curialium et de vestigiis philosophorum, en kyrkopolitisk etik, och Metalogicon, där han klandrar skolastikens formalism; därutöver skrev han levnadsteckningar över ärkebiskoparna Anselm av Canterbury och Thomas Becket. Johannes av Salisbury brukar sägas vara en föregångare till utilitaristiska tankesätt, till humanism och modern skepticism i Ciceros efterföljd.
I universaliestriden intog han hållningen att universalierna, det vill säga allmänbegreppen, inte har en oberoende existens, utan endast utgör mentala begrepp. Denna inställning benämns vanligen konceptualism.